# 김지성 (조선)
김지성(김용원)(金智性(金鏞元), 1842년 1월20일 ~ 1896년? 5월 24일)은 조선의 문신, 외교관이다. 노론의 거두 김상로, 김재로의 종5대손이자 김종수의 종증손이었다. 독립운동가 겸 정치인이며 임정 부주석인 우사 김규식은 그의 셋째 아들이다.
독립운동가 겸 의사 이태준은 그의 조카사위이다. 강원도 홍천 출신으로, 자는 치장, 본관은 청풍.

## 생애
강원도 홍천군 화촌면 구성포리에서 김동선의 아들로 태어났다. 김지성은 노론가의 후예로 청풍 김씨 중방파(仲房派) 22세손이며, 전라도관찰사 증 의정부 영의정 김징(金澄)의 7대손이었다. 노론 벽파의 거두였던 김상로, 김약로, 김재로는 그의 5대 방조였고 노론 청명당의 지도자였던 김치인과 김종수 등은 그의 방계 선조들이었다. 본명은 김용원(金鏞元)인데 뒤에 김지성으로 개명하였다. 형 김우성에게 자녀가 없어, 그의 아들 김우성을 양자로 보냈다.
한학에 정통하였으며 일본에서 신학문을 익혔으며 귀국 후 관직에 올라 선전관 등을 지냈다.
개항 이후에는 외무관리로 러시아에 파견되었다가 돌아오기도 하였다. 그 뒤 동래부사로 발령되었다. 동래부에 있을 당시 그는 대외관계 일을 맡아 근무하고 있었다. 그는 일본과의 불평등한 교역으로 인해 많은 문제점이 발생하고 있다는 내용의 상소문을 올렸는데 이것이 화근이 되어 유배를 가게 되었다.
그의 유배로 집안 살림이 극도로 어려워진 상황에서 그의 아내까지 사망하여 가세는 어렵게 되었고, 어린 아들 김규식은 언더우드의 고아원으로 가게 되었다.
그는 선전관으로 재직 중 러시아에 가서 자전거, 유리제조기술, 카메라를 처음 가지고 왔다.
선대에 강원도 홍천군 화촌면 구성포2리 논틀말에 정착하였으며 임지인 동래부에서 김규식이 태어났다. 1896년 혹은 1892년에 사망하였다.

## 사후
강원도 홍천군 화촌면 구성포2리 평판네미골에 안장되었다. 현재 홍천 평판네미골 선영에는 그의 묘소와 부모의 묘소가 함께 소재해 있다.

## 가족 관계
- 증조부 : 김종민(金鍾敏)
- 할아버지: 김정연(金正淵), 조선의 정치인 김종수의 재종손
  - 아버지: 김동선(金東璇, ? ~ 1894년, 참봉 역임)
  - 어머니: 광산김씨, 판관 김기흥의 딸, 조부는 군수 상오
    - 형: 김우성(金祐性)
    - 동생: ?
    - 본처: 경주김씨(慶州金氏[2])
    - 후처: 광주이씨 (1839년 ~ 1897년)
    - 후처: 경주이씨(慶州李氏, ? ~ 1887년?[3][4])
      - 장남: 김규찬(金奎贊, ? ~ ?, 형 김우성의 양자로 입양)
        - 손자: 김진성(金鎭成, 세브란스 의전 출신, 독립군 군의관, 의사)

      - 차남: 이름 미상, 요절
      - 삼남: 김규식(金奎植, 1881년? ~ 1950년), 독립운동가·임시정부 외무총장,부주석 역임
      - 자부: 조은수(趙恩受, 본관은 한양, 1890년 ~ 1917년)
        - 손자: 김진필(金鎭弼, 1910년 ~ 1910년, 요절)
        - 손자: 김진동(金鎭東), 독립운동가, 언론인, 1910년 ~ 1997년)

      - 자부: 김순애(金淳愛, 1889년 음력 5월 12일 ~ 1976년 5월 17일), 독립운동가
        - 손자: 김진세(金鎭世)
        - 손녀: 김한애(金漢愛, 1923년 ~ 1930년)
        - 손녀: 김민애(金敏愛, 1924년 ~ 1927년)
        - 손녀: 김우애(金尤愛, 1925년 ~ 2001년 1월, 대학교수, 미국에서 사망)
- 기타
  - 5촌 조카: 김관식(金觀植, 1887년 ~ 1948년 10월 18일)
  - 사촌: 김익남(金益南, 1870년 ~ 1937년, 의사)

## 같이 보기
| - 노론 - 동래부 - 김규식 - 김징 - 명성황후 - 김진동 - 김종수 - 김재로 - 김상로 - 김치인 - 홍천군 | - 개화파 - 김익남 - 이태준 - 윤치오 - 윤치호 - 김순애 - 배정자 |